# 菱マンガン鉱
菱マンガン鉱（りょうマンガンこう、ロードクロサイト、rhodochrosite）は、マンガンの炭酸塩鉱物である。マンガンを得るための主要な鉱石鉱物のひとつであるが、色味が美しいものは半貴石として宝飾用途や収集目的で取引され、珍重されている。特にアメリカの鉱物収集家のあいだでは3本指に入る人気があるとされる。
化学組成は MnCO3（炭酸マンガン(II)）、結晶系は三方晶系。不純物のまじり具合によって灰色、黄灰色、褐色からピンク色、紅色、シナモン色を帯び、赤みのあるものが宝飾・収集の対象となる。バラ色であることから「ロードクロサイト（バラ色の石）」、南米を中心に産することから「インカローズ（インカの薔薇）」と呼ばれる。日本名の「菱マンガン鉱」は、結晶が菱型であることから。鉱山では「炭マン（炭酸マンガン）」と呼ばれる。
中南米、アメリカ・コロラド州、南アフリカ、日本、ルーマニアなどが主要な産地である。

## 性質・特徴
| Clip 牙状の結晶   |
| Clip ぶどう状鉱石 |

方解石（カルサイト）と類似した結晶構造を持つ鉱物であり、類質同像をなす。方解石 (CaCO3)、菱鉄鉱 (FeCO3) との間では、固溶体を形成する。劈開は完全。比重は3.6。モース硬度は3.5 - 4。屈折率は、ω1.816、ε1.597。
変成を受けたマンガン鉱床（接触変成鉱床）でばら輝石を初めとする様々なマンガン鉱物を伴って産する。特に熱水鉱床では塊になって生成され、方解石の典型的な性質として菱型ないし平行四辺形の結晶体となるほか、偏三面体や犬牙状の結晶をつくったり、膜状・板状・層状や、粒状・団塊状・球状、さらに球状の塊が連続するぶどう状・鍾乳石状で産出する。また、熱水鉱床ではしばしば閃亜鉛鉱、方鉛鉱、黄鉄鉱、重晶石などを伴って産する。
同じマンガン鉱床で産するロードナイトと外観がよく似るが、極めて酸化しやすいという点が大きく違う。現在典型的な「菱マンガン鉱」と呼ばれる赤く光沢のある鉱石は空気や湿気によって酸化しやすく、屋外に置いたり、特に雨に打たれると、褐色の皮膜が形成されたり、黒色化しやすい。硬度が低く、脆く、壊れやすいのも特徴であり、この観点から宝飾用としても装身具には向かない。
色
| Clip アルマローズ | Clip シナモン色 | Clip 不透明で白褐色 | Clip 透明でピンク色 | Clip 蛍光を発する |
菱マンガン鉱は透明なものと不透明なものがある。ガラスのような光沢をもつ場合と、稀に真珠のような光沢をもつ場合がある。
色は含有する不純物によってさまざまである。特に影響が大である不純物は鉄、マグネシウム、カルシウムで、これらが少ないと鮮やかなピンク色、紅色から暗赤色となる。不純物が多いものは白色、黄灰色、黄褐色、褐色をとる。日本の銀山では昔から、不純物が多く黄灰色から白褐色のものが産出し、「かつぶし鉱（鰹節鉱）」とも呼ばれていた。
このほか、菱マンガン鉱の色味を表現するには、褐色、日焼け色、赤色、橙赤色、深赤色、濃桃色、ピンク、バラ色、ローズピンク、紅色、シナモン色、木いちご色などという。赤色の蛍光を帯びる場合もある。
南米、とくにアルゼンチンやペルーで産するもので、鍾乳石状のものは紅色から白色の層を成しているものがある。宝石としてはこうした縞模様が入っているほうが珍重され、特に縞目が美しい物は「インカローズ」と呼ばれる。

## 主な産出地

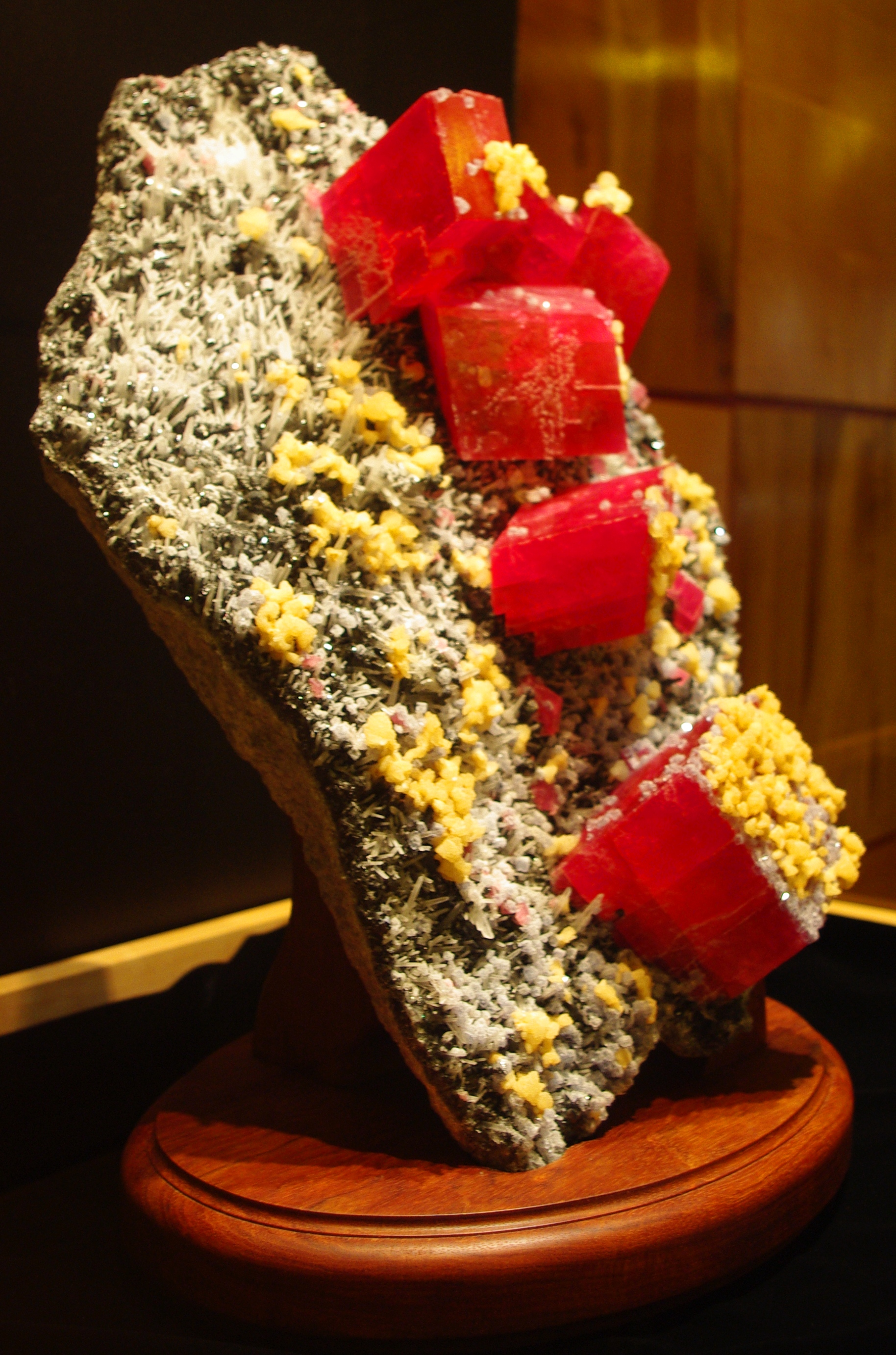
「アルマ・ローズ」

菱マンガン鉱は銀鉱山や銅鉱山で副産物として産出するため、世界中でみられ、南米のインカ帝国時代（13世紀以降）の銀鉱山跡から大量に見つかっている。産地は中南米に広く分布しており、特にアルゼンチン、ペルー、メキシコが主要産地である。
なお、宝飾物としてのロードクロサイトは1813年にルーマニアで「発見」とされている。当時のルーマニアはハンガリー領で、ハンガリーのほかマケドニア、ドイツなどもロードクロサイトの産地として人気がある。
宝飾物・半貴石として人気に火がついたのは第二次世界大戦後のアメリカとされており、1940年代に中南米産の「インカローズ」が収集家の間で高値で取引されるようになった。アメリカではコロラド州のスイートホーム鉱山が特に有名で、そのほかカナダも代表的な産出地の一つである。このほか南アフリカには大きなマンガン鉱山があり、有力な産地の一つである。
日本でも古くから銀山・銅山が各地にあるが、不純物の多い「かつぶし鉱」ではなく、宝飾物として価値のあるものとしては青森県の尾太鉱山、北海道の稲倉石鉱山、秋田県の尾去沢鉱山などが知られている。
スイートホーム鉱山
アメリカのコロラド州アルマ (Alma) にあるスイートホーム鉱山 (Sweet Home Mine) は、宝石としてのロードクロサイトの産地として世界を代表する鉱山である。この鉱山では、閃亜鉛鉱、マンガン重石、石英などと共に産出する。スイートホーム鉱山のロードクロサイトは色が濃く鮮やかなのが特徴で、鉄、マグネシウム、カルシウムなどの不純物の含有量が少ないことから深紅色をしており、「アルマ・ローズ」とも呼ばれる。
アルマ・ローズのなかでも、「アルマ・キング (Alma King)」と命名された結晶は、14センチメートル×16.5センチメートルの大きなサイズを誇り、北米最大のロードクロサイト結晶としてデンバー自然科学博物館 (Denver Museum of Nature and Science) に収蔵されている。
コロラド州では、2002年にロードクロサイトを「コロラド州の石 (Colorado State Mineral)」と定めた。
中南米のインカ・ローズ
中南米はロードクロサイトの主要産地である。なかでもアルゼンチンのサンルイス州はロードクロサイトの採掘が行われたものとしては世界最古とされる鉱山がある。13世紀頃からインカ帝国によって営まれていた銀・銅の鉱山で、層状のロードクロサイトが得られる。これをカボション・カットにして研磨するとバラ状の縞模様が現れることから、「インカの薔薇」「ロジンカ (Rosinca)」や「インカローズ (Inca Rose)」と呼ばれる。
インカ帝国が滅んだ後、この鉱山は忘れ去られていたが、1920-1930年代に「再発見」された。インカローズは縞模様があるほど美しく貴重とされる。おなじアンデス山脈のカタマルカ州では鍾乳石状の「インカの薔薇」が有名である。特にカピリタス (Capillitas) 鉱山産のものが知られている。
このほか、ペルー・アンカシュ県のハーラポン (Huallapon) 鉱山では、20センチメートル角クラスの結晶を産する。また、メキシコもロードクロサイトの代表的な産地である。メキシコ産のなかではピンク色の小さな結晶が塊になっているものが典型である。

中南米産の菱マンガン鉱
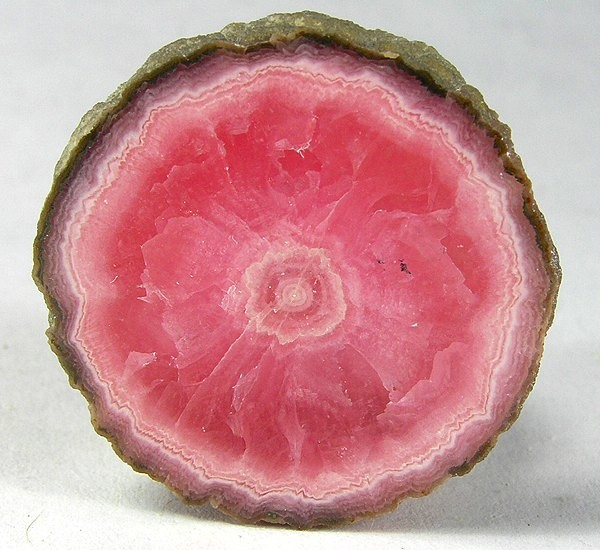
カピリタス鉱山の鍾乳石状のもの
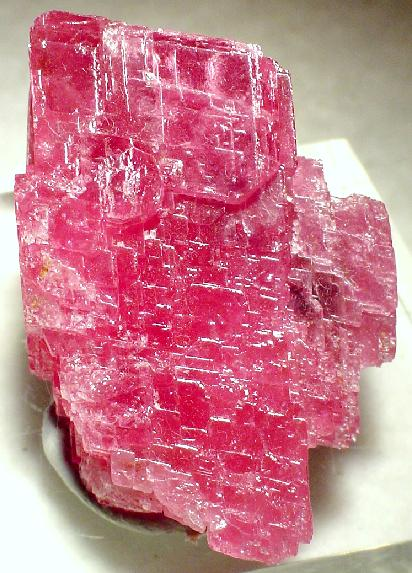
ハーラポン鉱山産の結晶
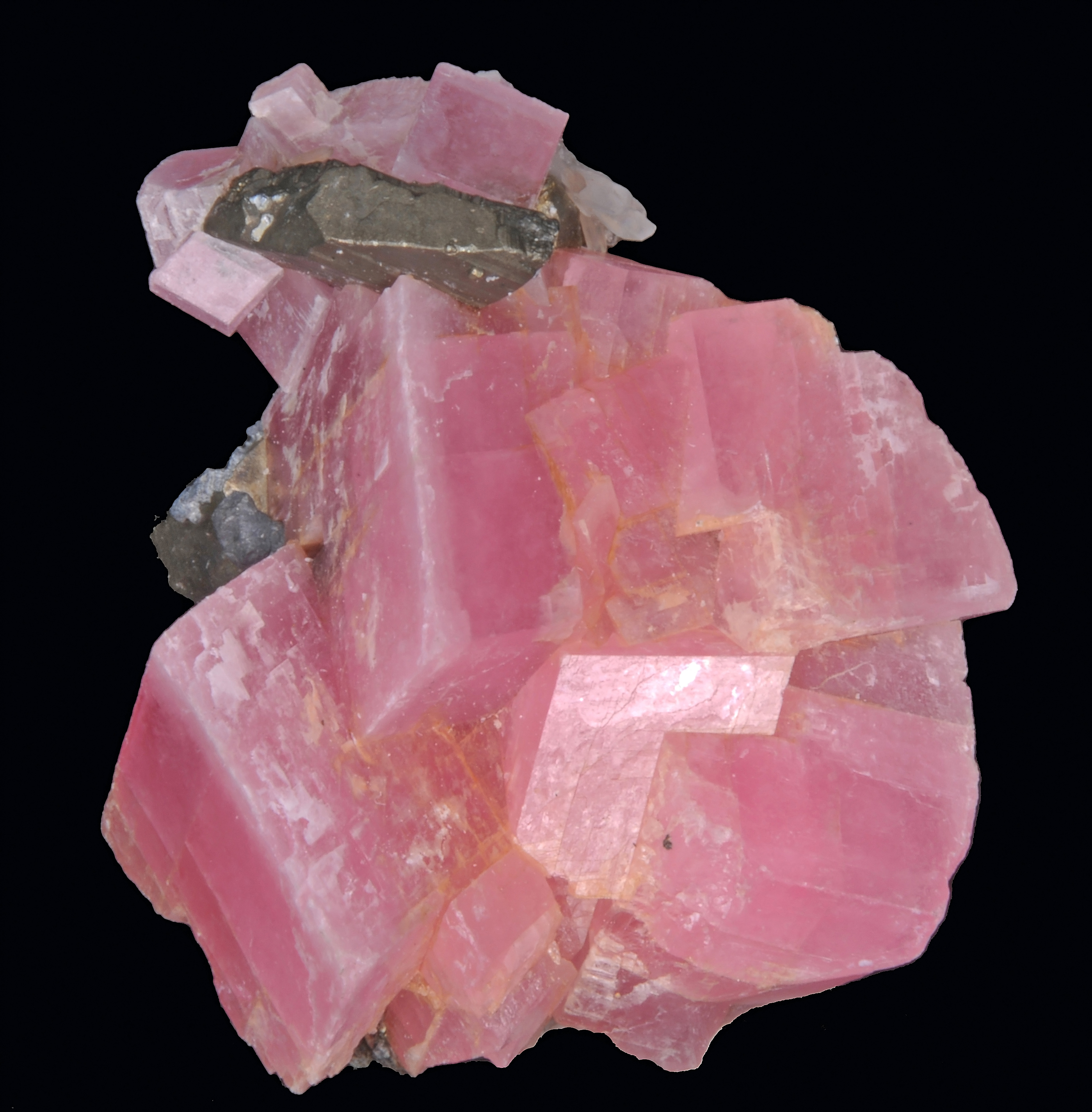
ハーラポン鉱山の結晶
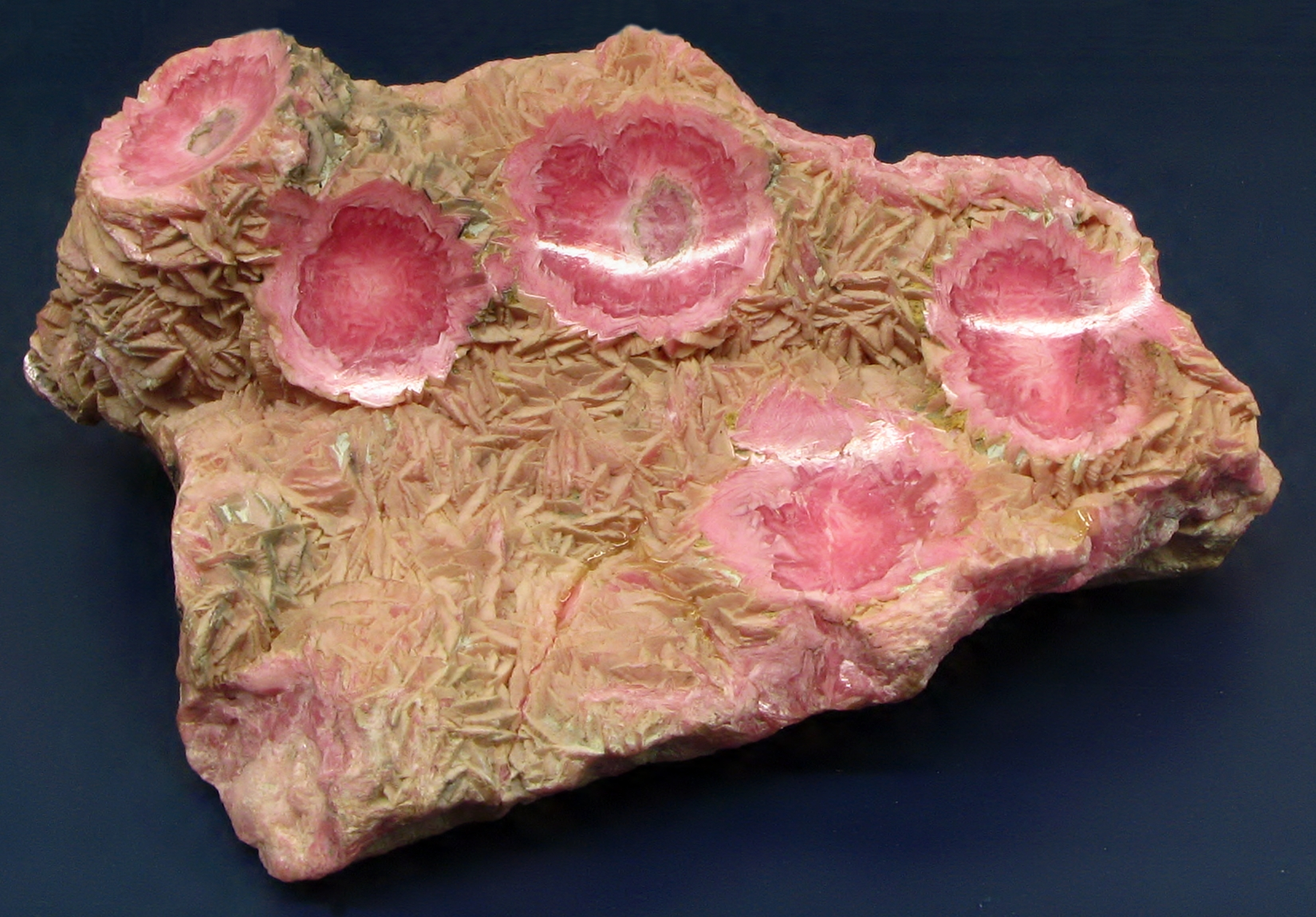
アルゼンチン・パタゴニア産の鉱石（ドイツの博物館の収蔵品）
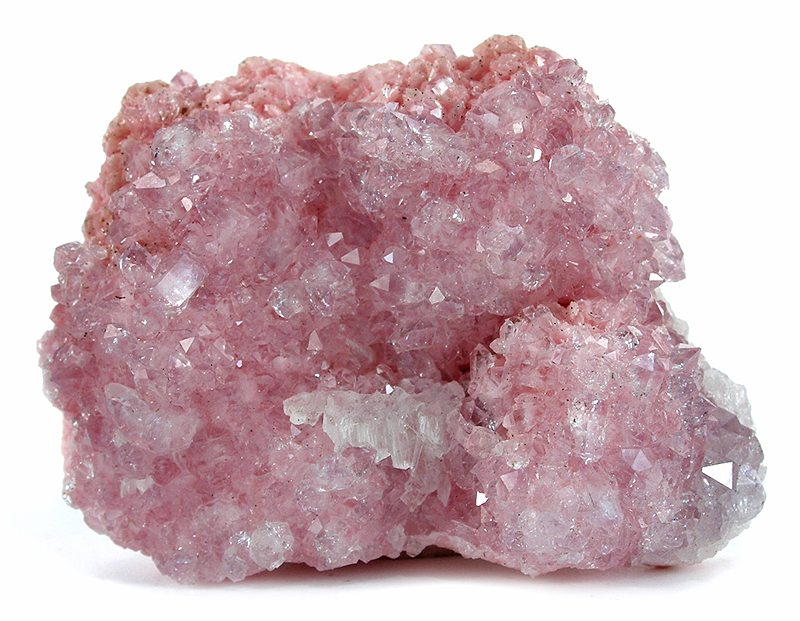
メキシコ・サカテカス州産の鉱石
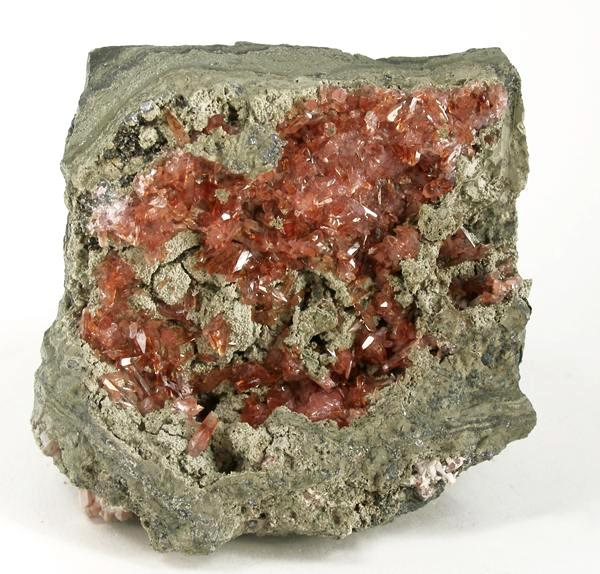
メキシコ・チワワ州産の鉱石

ルーマニア・ハンガリー
ルーマニアは「ロードクロサイト」の名が付けられた地である。1813年のルーマニアでこの鉱石が「発見」され、バラ色であることから「バラ色」を意味するギリシア語 “ῥοδόχρως” から、「ロードクロサイト (Rhodochrosite)」と命名された。
このほか、ハンガリー、マケドニアなどもロードクロサイトの代表産地である。

南アフリカ
南アフリカの北ケープ州にはカラハリ・マンガン地帯 (Kalahari manganese field) と呼ばれるマンガンの大鉱床がある。この一帯にあるホタツェル (Hotazel) 鉱山の菱マンガン鉱は炭酸成分や不純物が少なく、透明で大きな犬牙状の結晶が出ることでよく知られている。ホタツェルに近いクルマン (Kuruman) も同じような鉱石を産する。
尾太鉱山
青森県の白神山地中にある尾太鉱山では、ぶどう状（腎臓状とも）の鉱石を産することで知られている。尾太鉱山は近世に銀や銅の採掘が行われ、昭和期には鉛や亜鉛の採掘で栄えた金属鉱山である。尾太鉱山は1979年（昭和54年）に閉山したが、良質なロードクロサイトの産地として知られており、操業時代の産出品がいまも取引されている。
稲倉石鉱山
北海道の古平町にあった稲倉石鉱山は近代日本で最大のマンガン鉱山だった。ここでもぶどう状鉱石をはじめ、結晶鉱石などを産出し、日本における菱マンガン鉱の代表産地だった。
このほか、北海道の八雲鉱山、秋田県の尾去沢鉱山などが代表的な産地である。

## ギャラリー

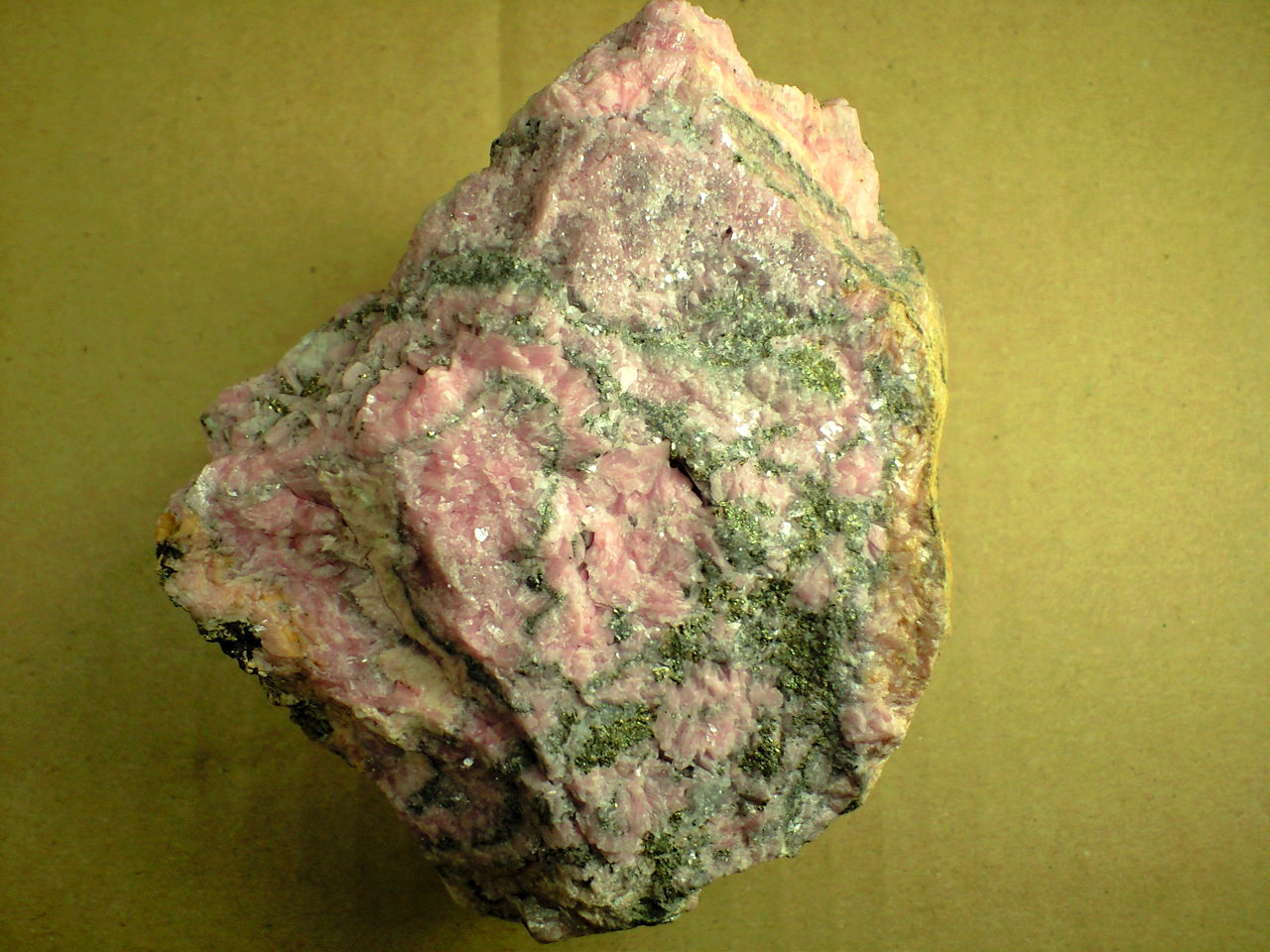
熱水鉱床中の硫化鉱物を伴う菱マンガン鉱（北海道八雲鉱山産）
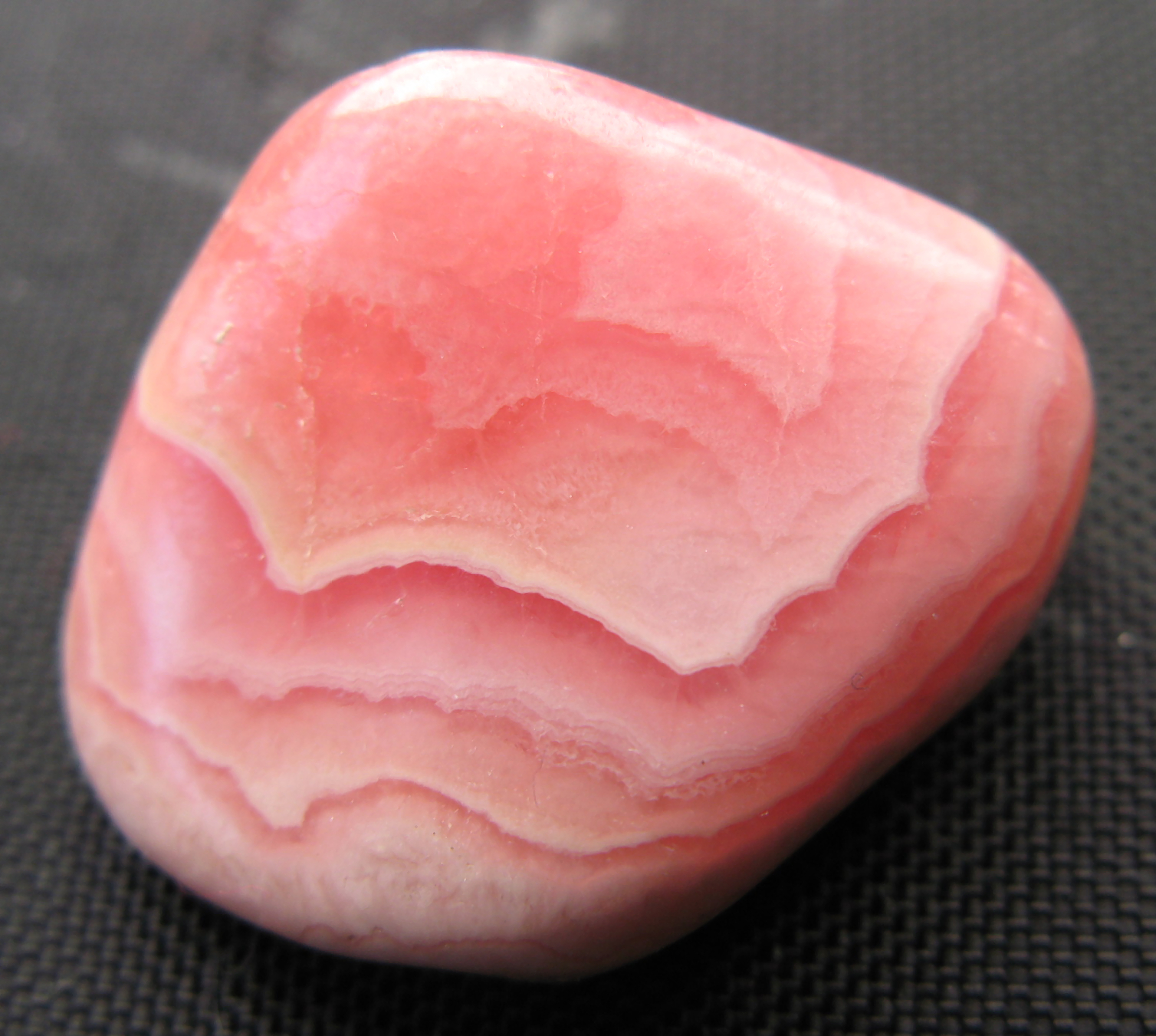
研磨されたインカローズ
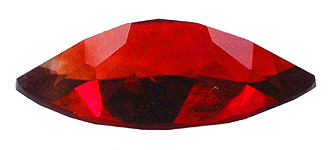
カットされた結晶
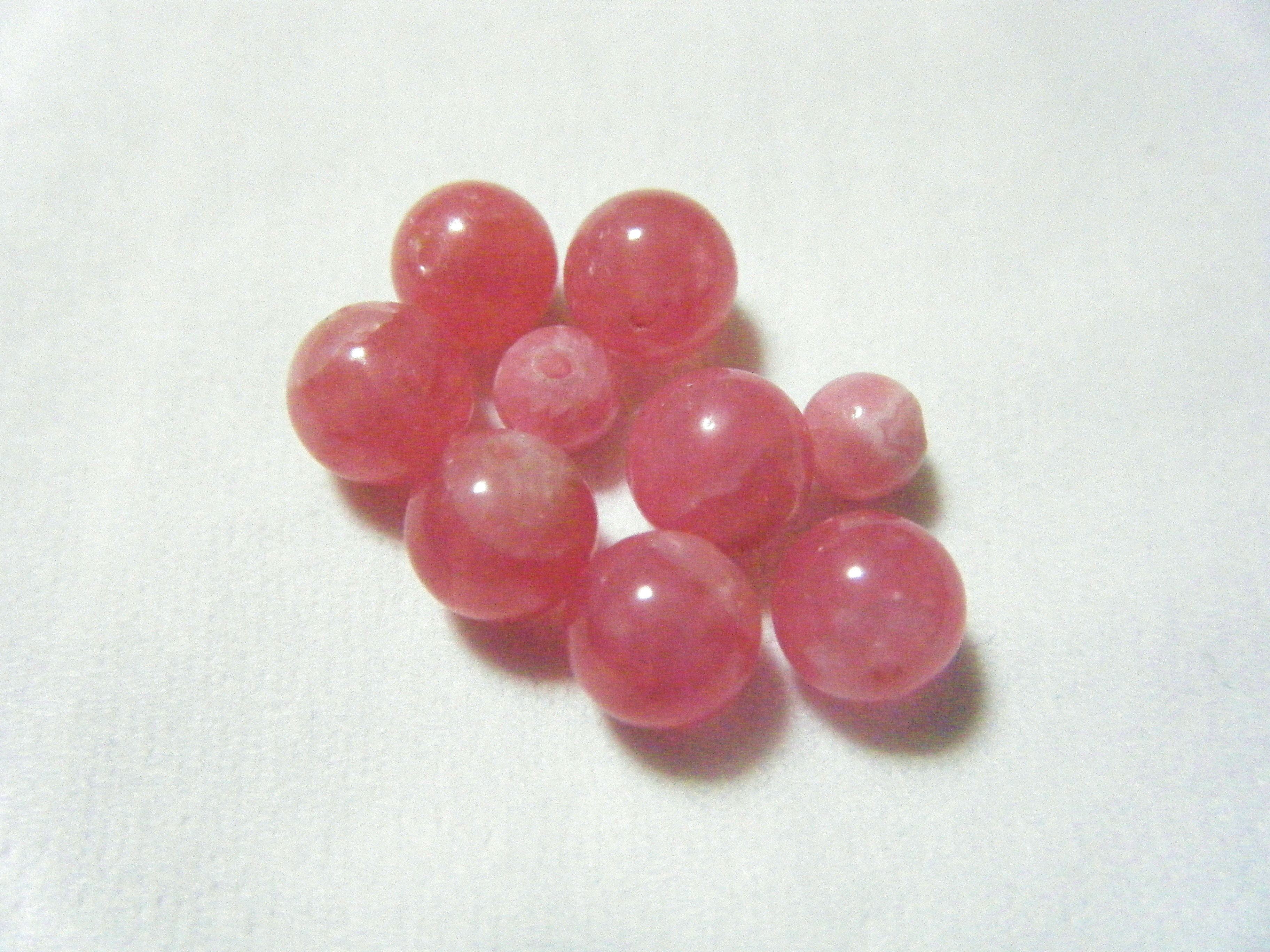
手芸用に丸く削られたもの
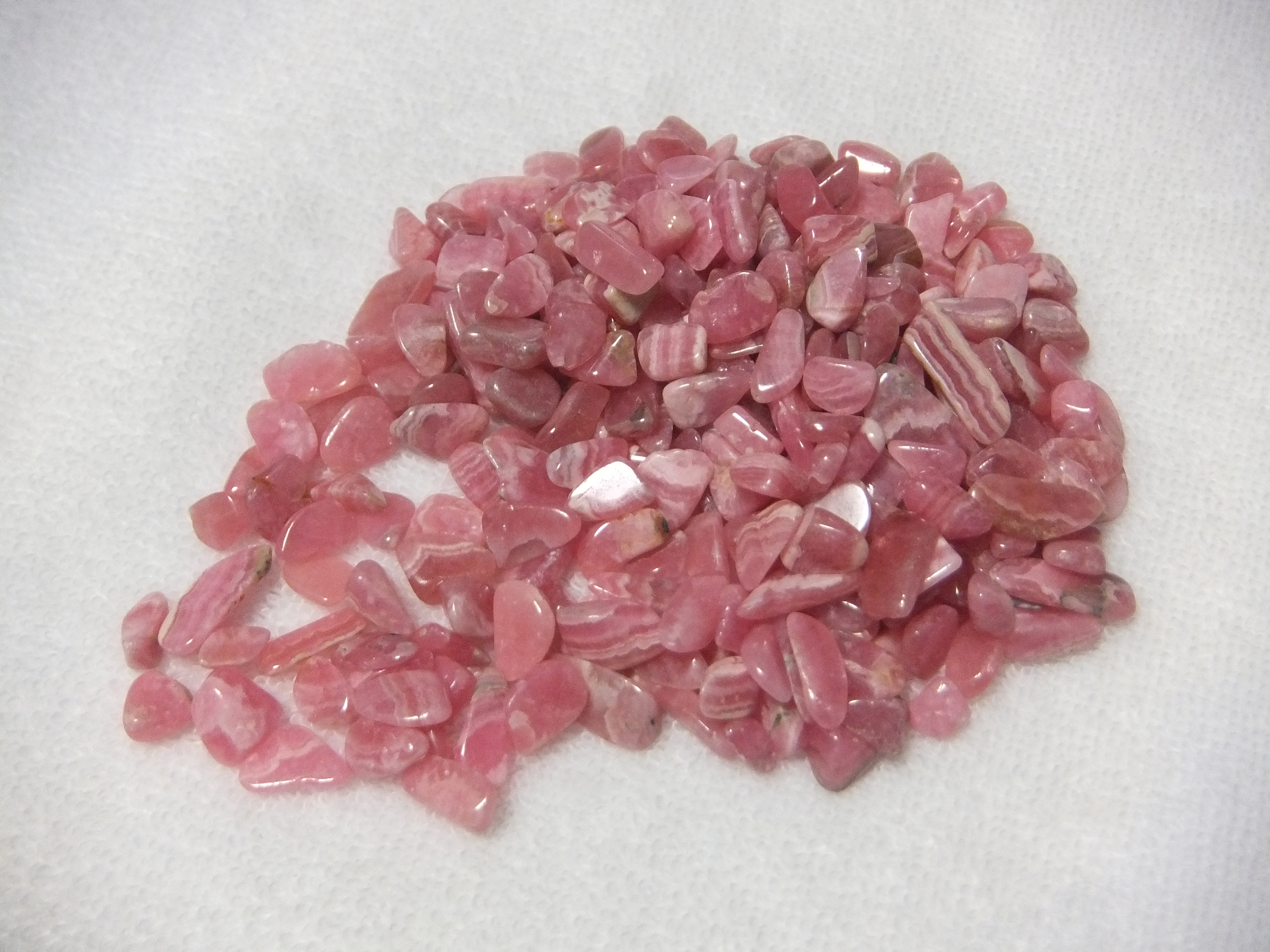
さざれ石
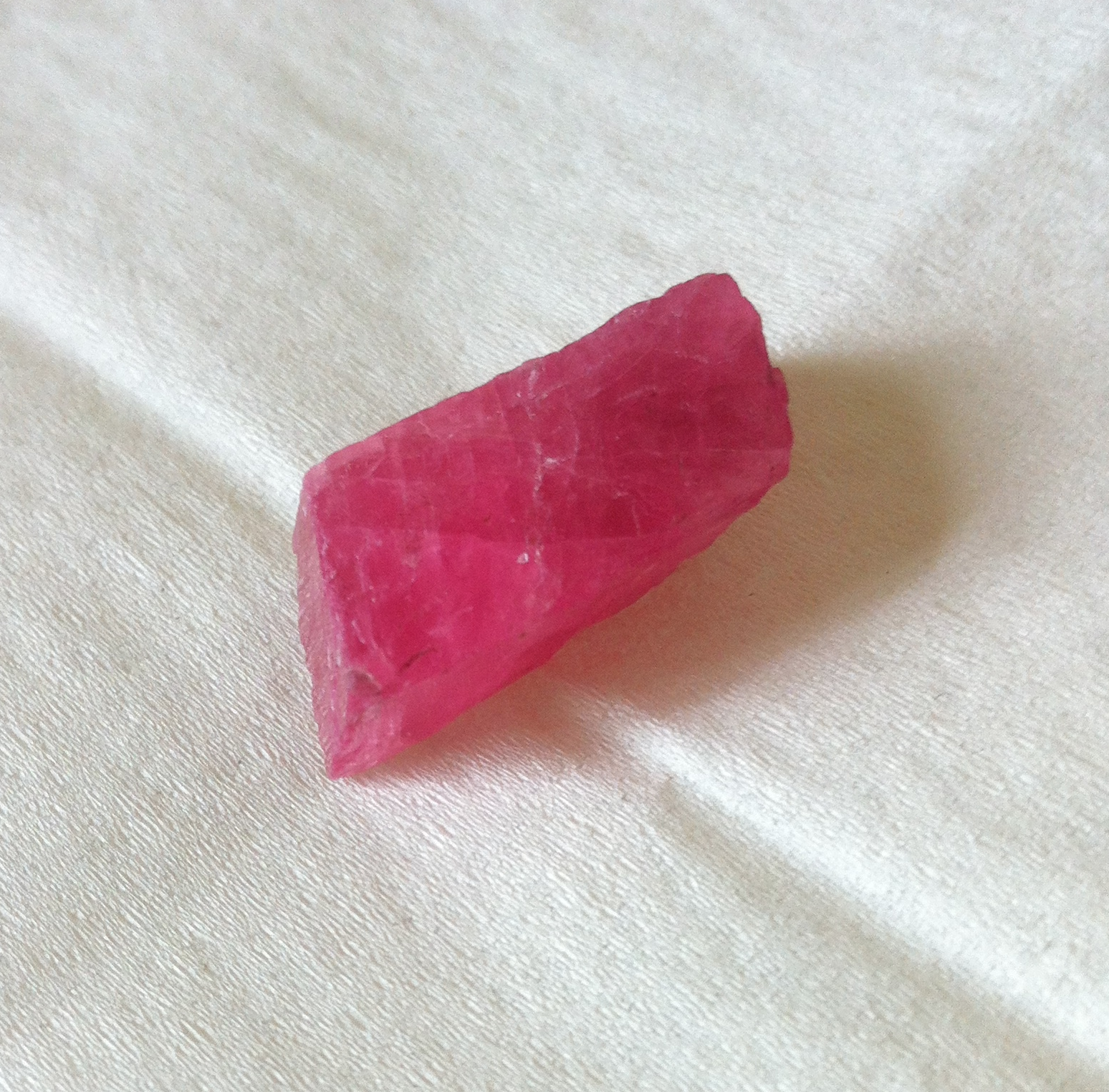
単結晶菱マンガン鉱